# Xian de Ningming
Le xian de Ningming (宁明县 ; pinyin : Níngmíng Xiàn) est un district administratif de la région autonome Zhuang du Guangxi en Chine. Il est placé sous la juridiction de la ville-préfecture de Chongzuo.

## Démographie
La population du district était de 412 300 habitants en 2010, dont 77.1 % de Zhuang, groupe ethnique principalement concentré dans cette région.

## Économie
En 2011, le PIB total a été de 7,4 milliards de yuans, et le PIB par habitant de 19 324 yuans.

## Culture
- Paysage culturel de l’art rupestre de Zuojiang Huashan, patrimoine mondiale de l'UNESCO.